# Cerkokarpus
Cerkokarpus (lat. Cercocarpus), biljni rod grmova i drveća iz porodice ružovki, rasprostranjen po Sjevernoj Americi, od Washingtona i Montane na sjeveru do Meksika na jugu. rodu pripada 12 vrsata.
Rod je opisan u Nova Genera et Species Plantarum (quarto ed.) 6: 232–234, pl. 559. 1823 [1824].

## Vrste
1. Cercocarpus betuloides Nutt.
2. Cercocarpus breviflorus A.Gray
3. Cercocarpus fothergilloides Kunth
4. Cercocarpus intricatus S.Watson
5. Cercocarpus ledifolius Nutt.
6. Cercocarpus macrophyllus C.K.Schneid.
7. Cercocarpus mexicanus Henrard
8. Cercocarpus mojadensis C.K.Schneid.
9. Cercocarpus montanus Raf.
10. Cercocarpus pringlei (C.K.Schneid.) Rydb.
11. Cercocarpus rotundifolius Rydb.
12. Cercocarpus rzedowskii Henrard

## Sinonimi
- Bertolonia Moc. & Sessé ex DC.; Prod. 2: 589 (1825)